# مقاطعة داوسون (مونتانا)
مقاطعة داوسون (بالإنجليزية: Dawson County)‏ هي إحدى مقاطعات ولاية مونتانا في الولايات المتحدة الأمريكية.